# Белград (Небраска)
Белград (англ. Belgrade) — селище (англ. village) в США, в окрузі Ненс штату Небраска. Населення — 103 особи (2020).

## Географія
Белград розташований за координатами 41°28′15″ пн. ш. 98°4′4″ зх. д. / 41.47083° пн. ш. 98.06778° зх. д. (41.470841, -98.067731). За даними Бюро перепису населення США в 2010 році селище мало площу 0,48 км², уся площа — суходіл.

## Демографія
Згідно з переписом 2010 року, у селищі мешкало 126 осіб у 57 домогосподарствах у складі 38 родин. Густота населення становила 260 осіб/км². Було 73 помешкання (151/км²).
Расовий склад населення:
| - 99,2 % — білих |

До двох чи більше рас належало 0,8 %. Частка іспаномовних становила 0,8 % від усіх жителів.
За віковим діапазоном населення розподілялося таким чином: 18,3 % — особи молодші 18 років, 63,4 % — особи у віці 18—64 років, 18,3 % — особи у віці 65 років та старші. Медіана віку мешканця становила 48,2 року. На 100 осіб жіночої статі у селищі припадало 110,0 чоловіків; на 100 жінок у віці від 18 років та старших — 110,2 чоловіків також старших 18 років.
Медіана доходів становила 60 313 долари для чоловіків та 17 639 доларів для жінок. За межею бідності перебувало 22,6 % осіб, у тому числі 45,5 % дітей у віці до 18 років та 0,0 % осіб у віці 65 років та старших.
Цивільне працевлаштоване населення становило 71 осіб. Основні галузі зайнятості: мистецтво, розваги та відпочинок — 29,6 %, виробництво — 23,9 %, освіта, охорона здоров'я та соціальна допомога — 16,9 %, сільське господарство, лісництво, риболовля — 11,3 %.